# IONISx
IONISx er et internet uddannelsesfirma grundlagt af professorerne Marc Sellam og Fabrice Bardeche fra IONIS Education Group i Frankrig. IONISx udbyder gratis online kurser på univeristetsniveau via internettet, i et samarbejde med adskillige universiteter verden over.
Udover kurser på fransk udbyder IONISx i øjeblikket kurser på; engelsk.

## Kurser
Websitet udbyder gratis online kurser, typisk på 6-10 ugers varighed, indenfor hovedkategorierne:
| Kunst                    | Ingeniør & teknik     | Matematik               |
| Biologi og Life Sciences | Fødevarer og ernæring | Medicin                 |
| Business & Management    | Sundhed og samfund    | Musik, Film & lyd       |
| Computervidenskab        | Humaniora             | Fysik og Geovidenskab   |
| Økonomi og Finans        | It, Tech & Design     | Samfundsvidenskab       |
| Uddannelse               | Jura                  | Statistik og datanalyse |

Hvert kursus indeholder korte videolektioner om forskellige emner og prøver der skal indsendes, typisk på ugentlig basis. I de fleste humaniora og samfundsvidenskabelige kurser, hvor det kan være svært at lave en objektiv standard, vil der i stedet for prøver blive benyttet et peer review system.

## Partnere
| Alle 8 partner universiteter :                          |
| ------------------------------------------------------- |
| Institut supérieur de gestion                           |
| ISEFAC Bachelor                                         |
| École pour l'informatique et les techniques avancées    |
| ESME Sudria                                             |
| École pour l'informatique et les nouvelles technologies |
| Institut polytechnique des sciences avancées            |
| École des technologies numériques appliquées            |
| ISTH                                                    |